# Attivazione del TGF-β
Il Transforming growth factor beta (TGF-β) è un potente omodimero polipepidico di 25 kD che regola diversi processi cellulari. Il TGF-β gioca infatti un ruolo fondamentale durante:
- i primi stadi dello sviluppo embrionale;
- la crescita cellulare;
- la differenziazione cellulare;
- la motilità cellulare;
- l'apoptosi.[2]

È una molecola di signaling multifunzionale con oltre 40 membri familiari correlati.  

## Fattori a monte che regolano l'attivazione del pathway di TGF-β
Sebbene il TGF-β sia fondamentale nei processi cellulari principali di una cellula, si conoscono solo alcuni pathway di signaling del TGF-β. Inoltre si è ben lontani dalla piena comprensione dei meccanismi che giacciono alla base dei pathways di attivazione suggeriti. 
Alcuni dei pathways di attivazione conosciuti sono cellula o tessuto-specifici; altri invece sono stati visti in molti citotipi e tessuti.
Alcuni dei fattori che possono attivare il TGF-beta sono:
1. proteasi;
2. integrine;
3. pH;
4. rOs(specie reattive dell'ossigeno).[5][6][7]
5. talco[8]

La perturbazione di uno di questi fattori attivatori può portare a livelli di TGF-β alterati che a loro volta possono portare a diversi esiti come:
- infiammazione;
- reazioni autoimmunitarie;
- fibrosi;
- cancro;
- cataratta.[9][10]

Nella maggior parte dei casi il ligando attivato TGF-β inizializza la cascata di signaling del TGF-β previa disponibilità dei recettori del TGF-β I e II; ciò avviene a causa dell'elevata affinità del TGF-β con i suoi recettori; suggerendo così perché esiste un sistema di latenza per modulare il signaling del TGF-β.

## Complesso latente del TGF-β
Tutti e tre le isoforme TGFβ1, TGFβ2 e TGFβ3 sono sintetizzate come pro-precursori contenenti, a partire dalla futura regione N-Ter a quella C-Ter:
- una regione N-TER pre-peptidica con funzione di peptide segnale;
- una regione pro-peptidica denominata LAP (Latency Associated Peptide);
- il monomero del TGF-beta[11].

### Modifiche post-traduzionali. Formazione del SLC (Small Latent Complex)
Dopo la sintesi a livello del Reticolo endoplasmatico avviene:
1. Il clivaggio del peptide segnale (pre);
2. La dimerizzazione della regione del peptide maturo con un altro monomero di TGF-beta;
3. L'interazione del dimero con i pro-peptidi LAP (Latency Associated Peptide)
4. Il clivaggio del pro-peptide (LAP Latency Associated Peptide) per mezzo di una convertasi della famiglia delle endoproteasi (es. Furina);

Dopo il clivaggio i quattro peptidi TGF-beta/LAP formano un complesso denominato SLC (Small Latent Complex), grazie alla formazione, nella maggior parte dei casi, di legami non covalenti.i 

### Formazione del LLC (Large Latent Complex)
Il piccolo complesso latente (SLC - Small Latent Complex) rimane nella cellula fino a che ad esso non si lega ad un'altra proteina denominata LTBP (Latent TGF-beta Binding Protein); il risultato di questa interazione è la formazione di un ulteriore complesso ancora più grande denominato LLC (Large Latent Complex). È il LLC che viene secreto nella ECM.
In seguito alla sua secrezione, il LLC rimane nella matrice extracellulare in forma inattivata, (contenente sia LTBP che LAP che hanno bisogno di essere ulteriormente processate al fine di rilasciare il TGF-β attivo). Il legame di TGF-β al LTBP avviene mediante ponti disulfidici, che permette ad esso di rimanere inattivo prevenendo il legame con i suoi recettori. Poiché eventi cellulari diversi richiedono diversi livelli di signaling del TGF-β, il complesso inattivo di questa citochina permette una modulazione efficiente del signaling di TGB-β.
Ci sono quattro diverse isoforme di LTPB conosciute: LTBP-1, LTPB2, LTBP3 e LTBP4 Mutazioni o alterazioni di LAP o LTBP possono portare ad un signaling del TGF-beta anomalo. Topi che non posseggono LTBP-3 o LTBP4 mostrano fenotipi simili a quelli visti nei topi con un signaling alterato del TGF-beta. Inoltre, isoforme specifiche di LTBP hanno una diversa propensione ad associarsi con specifiche isoforme del TGF-beta. Per esempio è stato riportato dalla lettura scientifica che LTBP-4 si lega soltanto a TGF-β1,; pertanto, una mutazione di LTBP-4 può portare a complicazioni associate al TGF-beta che sono specifiche dei tessuti che esprimono in maniera predominante TGF-β1. Inoltre, le differenze strutturali dei LTBP contribuiscono a formare complessi latenti del TGF-β diversi tra loro che sono selettivi a stimoli specifici generati da attivatori specifici. 